# Шейх Діабате (футболіст)
Шейх Тідья́н Діабате́ (фр. Cheick Tidiane Diabaté, нар. 25 квітня 1988, Бамако) — малійський футболіст, нападник клубу «Мец».

## Клубна кар'єра
Вихованець юнацьких команд футбольних клубів «Сентр Саліф Кейта» та «Бордо».
У дорослому футболі дебютував 2008 року у «Бордо», проте перші офіційні матчі зіграв перебуваючи в оренді в клубі «Аяччо», до складу якого приєднався того ж року. Відіграв за команду з Аяччо наступний сезон своєї ігрової кар'єри. Більшість часу, проведеного у складі «Аяччо», був основним гравцем атакувальної ланки команди. У складі «Аяччо» був одним з головних бомбардирів команди, маючи середню результативність на рівні 0,47 голу за гру першості.
У 2009–2010 рр. провів в оренді у клубі «Нансі».

## Виступи за збірну
У 2008 році дебютував в офіційних матчах у складі національної збірної Малі. Наразі провів у формі головної команди країни 39 матчів, забивши 15 голів.

## Титули і досягнення
- Володар Кубка Франції (1):

Бордо: 2012-13
- Чемпіон Ірану (1):

Персеполіс: 2022-23
- Володар Кубка Ірану (1):

Персеполіс: 2022-23
- Володар Суперкубка Ірану (1):

Персеполіс: 2023
Збірні
- Бронзовий призер Кубка африканських націй: 2012, 2013